# Galinhos
Galinhos es un municipio brasilero del Litoral Norte del estado del Rio Grande del Norte. Se localiza en la península de Galinhos en la región centro-norte del estado sobre la costa del océano Atlántico rodeado por dunas, salinas, playas y un río. Galinhos tiene su acceso hacer por la BR-406 y por la RN-402, distando cerca 166km de la capital estatal, Natal.
De acuerdo con el IBGE (Instituto Brasilero de Geografía y Estadística), en el año 2009 su población era estimada en 2.264 habitantes. El nombre del poblado de Galinhos surgió naturalmente en la boca del pueblo, en referencia al pequeño tamaño de los peces gallo existentes en el área.